# Godefroy de Blonay
Godefroy Jean Henri Louis de Blonay báró (Füllinsdorf, Basel-Landschaft kanton, 1869. július 25. – Biskra, Algéria, 1937. február 14.) svájci arisztokrata volt. 1899-ben lett tagja a Nemzetközi Olimpiai Bizottságnak, ezzel elsőként képviselhette hazáját a szervezetben, és 38 évig, 1937-ben bekövetkező haláláig tagja is maradt annak.
1901-ben feleségül vette az arisztokrata családból származó Elisabeth Sophie de Salis-t, később négy gyermekük született.
1912-ben egyike volt a Svájci Olimpiai Szövetség alapítóinak, és három éven keresztül első elnökeként szolgált.
De Blonay sokáig Pierre de Coubertin elnök legfőbb bizalmasa volt, Coubertin 1916-os francia seregbe való bevonulásakor de Blonay vette át a helyét ügyvezető elnökként. Kicsivel korábban Coubertin majdnem pénzügyi csőd közelébe került, ezért rövid időre a háttérbe vonult, ekkor de Blonay-t nevezték ki a végrehajtó bizottság vezetőjévé, az elnök helyett. Úgy tűnhetett, hogy a bizottság kezében lévő túlzott hatalom zavarja Coubertin-t, ezért történhetett meg az, hogy 1925-ben meglepetésre nem de Blonay-t választották meg a NOB harmadik elnökévé, hanem a belga Henri de Baillet-Latour-t.